# サムイル・マイカパル
サムイル・モイセエーヴィチ・マイカパル（ロシア語: Самуил Моисеевич Майкапар；英語: Samuil Moiseevich Maykapar、1867年12月18日 - 1938年5月8日）は、帝政末期からソ連邦建国期にかけて活躍した、ウクライナ出身のユダヤ人ピアニスト・作曲家。

## 経歴
出生から修学期
1867年、ロシア帝国領・ヘルソンでクリミア・カライム人の家庭に生まれた。生後間もなく一家はタガンログに移り、同地で幼児期を過ごした。アントン・チェーホフの母校である男子寄宿学校に在籍し、その間、タガンログ・イタリア歌劇場の監督、ガエターノ・モッラの個人指導で音楽を学んだ。1885年に卒業すると、ペテルブルク音楽院に入学。音楽院では、ピアノをベニャーミノ・セッシ、ヴラジミール・デミャンスキー、ジョセフ・ヴアイスに師事し、作曲についてもニコライ・ソロヴィヨフの下で学んだ。音楽院で学ぶと同時に、ペテルブルク大学で法学を学び、1891年に卒業。
音楽院卒業後
1893年に音楽院よりディプロマを得て卒業。1898年までウィーンでテオドール・レシェティツキーの下でピアノの手技に研きをかけ、ベルリンやライプツィヒ、モスクワや郷里タガンログなどの都市で数多くの演奏会を開いた。
1898年から1901年まで、ペテルブルクではレオポルト・アウアーと、モスクワではヤン・フジマリーと演奏会を開いた。1901年にはトヴェリに音楽教室を開き、1903年から1910年まではライプツィヒに住んでドイツ各地に演奏旅行に出かけていた。同地では、セルゲイ・タネーエフの「音楽学サークル」会員として積極的に参加し、幹事長も務めた。
テルブルク音楽院
1910年に帰国し、ペテルブルク音楽院でピアノを教えた。1917年に教授昇格(1917年から1930年まで第一級教授)。1927年には「ベートーヴェン没後100周年記念事業」の一環として、7夜にわたってレニングラード音楽院小ホールでベートーヴェンのピアノ・ソナタ全曲連続演奏会を敢行した。
1938年にレニングラードにて歿。墓はリテラトルスキー・モストキにある。

## 作品・著作について
作品に、300曲の小品と、いくつかの学術的な著作がある。最後の著作『修業時代』は、タガンログでの少年時代や学生生活を振り返った回顧録である。ペテルブルク音楽院の教授を務めており、教育用の傑出したピアノ小曲によって国際的に名高い。

### 指導学生
- イサイ・ブラウド（ドイツ語版）
- リュボーフィ・フランツーゾヴァ[2]

## 家族・親族
- 父：モイセイ・サムイロヴィチ・マイカパルは穀物商として穀物貿易を営んだ。1835年にチュフト-カレ（英語版）で生まれ、1898年にギーセンで没。市議会議員を務め、タガンログの著名な実業家であった。
- 最初の妻：ソフィア・マイカパル（ロシア語版）(旧姓・イサコヴナ)(1881-1956)は歌手、音楽教師。マイカパルの間に息子が1人いる。
- 二番目の妻：エリザベータ・アロノヴナ・マイカパル(旧姓・トテュ)はヴァイオリニスト。1942年のレニングラード包囲戦で死去。マイカパルの間に娘が1人いたが、8歳で夭折。
- 孫：アレクサンドル・マイカパル（ロシア語版）(1946-2021)は最初の妻のソフィアとの間の息子の子。ピアノならびにチェンバロ奏者で、グネーシン音楽大学教授。